# Jaan Rannap
Jaan Rannap, né le 3 septembre 1931 à Halliste en Estonie et mort le 1er novembre 2023, est un auteur estonien de littérature d'enfance et de jeunesse. Il est décoré de l'ordre de l'Étoile blanche d'Estonie de 4e classe en 2010.

## Biographie
Dans sa jeunesse, Rannap pratique le saut en longueur et remporte trois médailles d'argent et trois de bronze aux compétitions républicaines. Il se passionne pour la musique et joue de la clarinette et du saxophone.
En 1966, il est diplômé de la Faculté de physique et de mathématiques de l'Institut pédagogique de Tallinn, après quoi il travaille dans les rédactions des magazines pour enfants Pioneer en 1955-1977 et Täheke depuis 1977.
Son histoire Kalle le fanfaron représente l'URSS (avec les histoires de Vladimir Jeleznikov, Oles Donchenko, Makvala Mrevlishvili, Radi Pogodine, Hakim Nazir) dans le recueil d'histoires d'écrivains de différents pays Enfants du Monde (1962), préparé par le comité de rédaction international soviétique (publié en URSS en 1965).
Membre de l'Union des journalistes estoniens depuis 1959 et membre de l'Union des écrivains estoniens depuis 1966.
Lauréat du prix littéraire Juhan Smuul de la RSS d'Estonie (1972).
En 2020, il reçoit le Prix pour l'ensemble de sa carrière du Fonds de dotation littéraire de la Fondation culturelle estonienne.
Décédé le 1er novembre 2023 à l'âge de 92 ans.

## Œuvre
- Roheline pall (1962)
- Salu Juhan ja ta sõbrad (1964)
- Viimane valgesulg (1967)
- Musta lamba matused (1968)
- Topi (1970)
- Nüüd on kõik vastupidi (1970)
- Jefreitor Jõmm (1971)
- Nublu (1972)
- Agu Sihvka annab aru (1973)
- Toppi (1970)
- Seitseteist tundi plahvatuseni (1975)
- Lõvi läks kõndima (1976)
- Maja metsa ääres (1976)
- Alfa + Romeo (1978)
- Kukepoks (1979)
- Koolilood (1981)
- Klaabu (1983)
- Maari suvi (1983)
- Loomalood (1984)
- Toonekurg Tooni (1986)
- Põder, kes käis varvastel (1987)
- Kasulaps (1989)
- Tuukerkoer Torru (1993)
- Röövel Rinaldo (1995)
- Kõverkäpp (1997)
- Tupsik (1998)
- Jänesepoja mängutoos (1999)
- Nelja nimega koer (2004)
- Jänesepoeg Juss ja karupoeg Kusti (2005)
- Aptsihh! Aptsihh! Aptsihh! (2006)

## Distinctions
- Prix Juhan Smuul en 1972
- Ordre de l'Étoile blanche d'Estonie de 4e classe en 2010